# هيئة قانون الأحوال الشخصية المسلمة لعموم الهند
هيئة قانون الأحوال الشخصية المسلمة لعموم الهند (AIMPLB) هي منظمة غير حكومية تأسست عام 1973م لتبني استراتيجيات مناسبة لحماية واستمرار تطبيق قانون الأحوال الشخصية للمسلمين في الهند، والأهم من ذلك، قانون تطبيق قانون الأحوال الشخصية المسلمة (الشريعة) لعام 1937 ،  تنص على تطبيق قانون الشريعة الإسلامية على المسلمين في الهند في الشؤون الشخصية. يسري القانون على جميع مسائل قانون الأحوال الشخصية باستثناء حالات الخلافة. حتى هذا القسم كان له الحق بموجب قوانين مثل قانون كوتشي الميمونز لعام 1920 وقانون الميراث المحمدان (الثاني لعام 1897م) في اختيار «قانون المحميدان». يزعم فايز الرحمن أن غالبية المسلمين يتبعون الشريعة الإسلامية ، وليس القانون المدني الهندوسي.